# اببتسلیی
اببتسلیی (به انگلیسی: Abbotsley) یک روستا و محله مدنی در بریتانیا است که در هانتینگدونشر واقع شده‌است. اببتسلیی ۴۴۶ نفر جمعیت دارد.